# 尼科亞

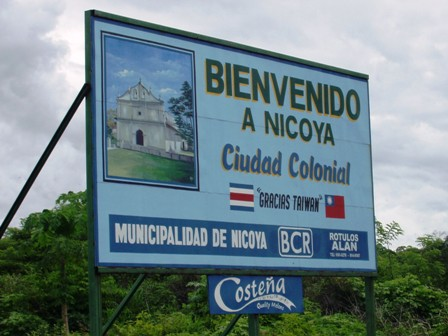
尼科亞

尼科亞（Nicoya）是哥斯達黎加的城市，位於該國西北部，由瓜納卡斯特省負責管轄，始建於1848年12月7日，面積1,333平方公里，最高點海拔高度123米，2000年人口20,945。